# Santiago López Valdivielso
Santiago López Valdivielso (Valladolid, 7 de febrero de 1950-Madrid, 9 de enero de 2024) fue un político y empresario español del Partido Popular que ejerció como director general de la Guardia Civil entre los años 1996 y 2004, siendo José María Aznar presidente del Gobierno.

## Biografía
Nacido en Valladolid. Su padre, Santiago López González, fue uno de los impulsores de la implantación de la fábrica de FASA-Renault en Valladolid.
Santiago López Valdivielso fue licenciado en Derecho, diplomado en Administración de Empresas, Marketing y Publicidad, así como diplomado en Altos Estudios Superiores de la Defensa. A lo largo de su trayectoria simultáneo su actividad profesional como empresario en sectores tan diversos como la distribución de automóviles, los Seguros y la Publicidad, con su actividad política y pública.
Fue procurador en las primeras Cortes de Castilla y León (1983-1986); diputado al Congreso de los Diputados por Valladolid (1986-1996) en las legislaturas: III, IV, V y VI, donde fue: Vicepresidente de la Comisión de Defensa; portavoz del Partido Popular en la Comisión de Defensa; y Miembro de las Asambleas Parlamentarias del Consejo de Europa y de la Unión Europea Occidental (UEO). Posteriormente fue Senador por Valladolid en la X Legislatura (2011-2016), siendo: Presidente de la Comisión de Defensa; y Presidente de la Delegación Española de la Organización para la Seguridad y la Cooperación Europea (OSCE).
En 1996 fue nombrado director general de la Guardia Civil, puesto en el que se mantuvo un total de ocho años, desde el 7 de mayo de 1996 hasta el 30 de abril de 2004, cesando en el cargo tras el resultado de las elecciones generales de 2004, tres días después del trágico 11-M.
Santiago López Valdivielso fue el director de la Guardia Civil más longevo de la Democracia (1996-2004) y ocupa el tercer puesto si se analiza toda la historia del Cuerpo. En ese caso, sólo le superan el propio Duque de Ahumada (1844-1854) y Camilo Alonso Vega (1943-1955). Como director de la Guardia Civil, destaca la orden que dio en 2002 de permitir a las parejas homosexuales de los guardias civiles habitar en los cuarteles, en igualdad de condiciones que las parejas de distinto sexo, recibiendo el aplauso unánime de los partidos políticos y asociaciones sociales. Asimismo, es recordado por mejorar las condiciones laborales de los miembros del Instituto Armado.
De la misma manera, ocupó  diversos cargos de responsabilidad y de gestión en sociedades como Izar, Santa Bárbara e Isdefe.
En 2015 fue nombrado vicepresidente de la empresa de vigilancia y transporte de fondos Blindados Grupo Norte, sociedad perteneciente al holding empresarial de servicios Grupo Norte.
Tenía dos hijos, Santiago y Lola, y tres nietos. 
Falleció el 9 de enero de 2024 a los 73 años, por una enfermedad pulmonar en Madrid. Posteriormente, a título póstumo, se le concedió la Gran Cruz de la Orden del Mérito de la Guardia Civil.